# Laberg (Salangen)
Laberg o Laberget es un pueblo del municipio de Salangen en Troms, Noruega. Está a 3,5 km al suroeste de Sjøvegan.  Laberget está en el final del Sagfjorden dónde éste se une con el río Sagelva.